# Años 1610
Los años 1610 o década del 1610 se extendió desde el 1 de enero de 1610 y terminó el 31 de diciembre de 1619.

## Acontecimientos
- La Guerra de los Treinta Años inició en 1618.
- Invención del microscopio
- Comienza la colonización inglesa en la India.